# Pierre Courtin

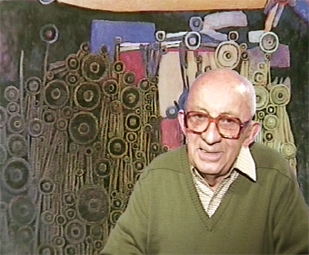
Pierre Courtin 1995

Pierre Courtin (eigentlicher Name Pierre Louis Maurice Courtin; * 20. Januar 1921 in Rebréchien bei Orléans; † 15. September 2012) war ein französischer Maler und Grafiker.

## Leben und Werk
Courtin wurde 1921 in Rebréchien, einem kleinen Dorf bei Orléans im französischen Département Loiret, geboren. In den Jahren 1939 bis 1942 erhielt er eine Ausbildung im Grafikatelier bei Louis Joseph Soulas (1905–1954) an der École des Beaux Arts in Orléans.
1942 besuchte er die École des Beaux-Arts in Paris und erhielt dort seine Ausbildung im Atelier von André Lhote. Im Jahr 1943 besuchte er für kurze Zeit die École des Arts Décoratifs in Paris und lernte dort Jacques Villon kennen, mit dem er bis 1951 intensiv zusammenarbeitete.
In Paris hatte er weitere künstlerische Kontakte, unter anderem zu Auguste Herbin, César Domela, Serge Poliakoff, Jean Dewasne, Antoine Pevsner und Hans Hartung. Im Jahr 1945 illustrierte er die Bücher von William Faulkner. Von 1946 bis 1956 hatte Courtin einige gemeinsame Ausstellungen mit der Gruppe Jeune Gravure Contemporaine. Im Jahr 1950 wurde er Mitglied des Direktoriums des Salon de Mai in Paris und wurde im Jahr 1971 mit dem Grand Prix National des Arts ausgezeichnet.
Courtin stattete zahlreiche Ausstellungen mit seinen Werken aus, unter anderem in den Vereinigten Staaten, Deutschland, der Schweiz und in Belgien. Von 1957 bis 1969 wurden seine Werke von Heinz Berggruen in Paris vertreten. Pierre Courtin war Teilnehmer der documenta II 1959 in Kassel und der Biennale von Venedig im Jahr 1960. Sein Lebenswerk umfasst zahlreiche abstrakte Gemälde, Grafiken und Illustrationen von Büchern.
Pierre Courtin lebte und arbeitete in Paris.

## Ausstellungen
- 2005: draw, Galerie du Jour agnès b, Paris
- 2000: Pierre Courtin. Utopie caressée. 1974–1975. Mamco, Musée d’Art Moderne et Contemporain, Genf